# Опасна (филм из 1935)
Опасна (енгл. Dangerous) је америчка филмска драма из 1935. године, са Бети Дејвис у главној улози. Млади архитекта Дон Белоуз треба да се венча са лепом и богатом Гејл Ермитаж. Међутим, када упозна пропалу, а некада највећу, бродвејску глумицу, Џојс Хит, која га је једном својом улогом инспирисала да се бави архитектуром, цело венчање се доводи у питање. За ову изведбу, Бети је награђена Оскаром за најбољу главну глумицу.

## Улоге
| Глумац          | Улога        |
| --------------- | ------------ |
| Бети Дејвис     | Џојс Хит     |
| Френчот Тоун    | Дон Белоуз   |
| Маргарет Линдзи | Гејл Ермитаж |